# Łazikanty
Łazikanty (ang. Roverandom) – opowiadanie autorstwa J.R.R. Tolkiena.
Zręby opowieści zaczęły powstawać latem 1925 roku, kiedy rodzina Tolkienów przebywała na wakacjach w Filey. Podczas jednej z wędrówek po plaży, pięcioletni syn Tolkiena, Michael, zgubił swoją ulubioną zabawkę, biało-czarnego pieska z ołowiu. Mimo poszukiwań nie odnaleziono zabawki, zaś Tolkien, chcąc pocieszyć syna, zaczął opowiadać historię mającą wyjaśnić „tajemnicze” zaginienie zabawki. Spisana potem historia stała się pierwszym rozdziałem przyszłej książki.
Latem 1927 Tolkien powrócił do pisania Łazikantego, dopisując drugi rozdział. Nie wiadomo, kiedy Tolkien skończył pisanie opowieści, w 1936 przedstawił ją jednak wydawnictwu Allen&Unwin, wraz z kilkoma własnymi ilustracjami do tekstu. Opowiadanie zostało jednak odrzucone przez wydawcę, jako „ciekawe, ale niewarte publikacji”.
Odnalezioną w papierach pozostawionych przez Tolkiena powieść opublikowano w 1998. W tym samym roku ukazało się polskie tłumaczenie autorstwa Pauliny Braiter.
Wiele fragmentów opowiadania nawiązuje do innych utworów Tolkiena. Pojawiają się wieloryb Uin, Człowiek z Księżyca, zatopiony ląd (Numenor) i kraina bogów na zachodzie (Valinor).